# Wasungen
Wasungen este un oraș din landul Turingia, Germania.